# 雅克·斯蒂芬·阿莱克西
雅克·斯蒂芬·阿莱克西（法語：Jacques Stephen Alexis，1922年4月22日—1961年4月22日），海地小说家、诗人，海地革命浪漫主义文学的代表性作家，长期参加海地共产主义及民族解放运动，後因反对老杜華利的独裁统治被捕入狱，并遭刑求身亡。

## 生平
雅克·斯蒂芬·阿莱克西于1922年4月22日出生于戈纳伊夫，其父斯蒂芬·阿莱克西为外交官、记者，也是海地开国元勋让-雅克·德薩林的后裔。阿莱克西早年在法国学医，后来回到海地，并与勒内·代拜斯特等作家创立了《蜂巢》（La Ruche）周刊，藉由文学作品批评埃利·莱斯科的独裁统治，却也因为得罪当局而遭查封。1946年，阿莱克西组织领导了由大学生与工人参加的示威运动，并迫使莱斯科下台，在参加示威期间，阿莱克西接触了共产主义，并加入了国内的共产党组织，1946年，他与代拜斯特再度前往欧洲学习，在学业闲暇时间，也从事小说创作，并结识了艾梅·塞泽尔、弗朗茨·法农、利奥波德·塞达尔·桑戈尔等非裔作家，1955年发表第一部小说《太阳老爷》（Compère Général Soleil），此后相继发表《音乐树》（Les Arbres musiciens）、《一次眨眼的空间》（L'Espace d'un cillement）等小说:4。
1959年，阿莱克西创建左派政党人民理解党（Parti pour l'Entente Nationale），其后曾因为反对弗朗索瓦·杜瓦利埃的统治而被迫流亡，1961年，他在自己39岁生日当天返回海地，试图进行地下政治运动，但旋即遭当局逮捕，监禁于集中营，并遭到刑求及秘密处决。

## 文学作品
阿莱克西的文学创作风格深刻地受到了其政治活动的影响，具有现实主义色彩，又透过民俗文化寻找创作灵感，以易于理解的词汇反映海地的政治现实、社会面貌，其早年在《蜂巢》杂志上的作品用词俚俗易懂，对当局施政极具挖苦讽刺，曾受到读者欢迎，1955年出版的第一部小说《太阳老爷》是他的代表作，其基于1937年的香菜大屠殺，讲述了海地一位甘蔗种植园工人在多米尼加劳动，後参加起义罢工，最终遭到警察枪杀的故事，其将人体的感官描述与自然世界的图像相结合:8-10，是海地20世纪最具代表性的小说作品之一，并已被译为多国語言。

## 延伸阅读
- Alexis, Jacques Stephen. . 由刘煜翻译. 北京市: 人民文学出版社. 1959. OCLC 879865882.